# Château du Marteray
Le château du Marteray date du XVIIIe siècle, il est situé à Sermérieu, en France.

## Localisation
Le château est situé sur le territoire de la commune de Sermérieu dans le canton de Morestel, département de l'Isère et la région Auvergne-Rhône-Alpes. 

## Description
Le château du Marteray est implanté dans un parc. La propriété comprend en particulier un bâtiment d’époque XVIIIe siècle bien qu’une maison forte médiévale existait à cet emplacement jusqu'à sa construction. Dans les années 2020 il sert de lieu de réception pour des mariages.

## Historique
En 1540, Philibert de La Baume possède la maison forte du Marteray. Catherine de la Baume, sa petite fille, tante de Philippe de la Baume-Saint-Amour, la porte ensuite à son mari Pierre Antoine (Antide) Seigneur de Dortan.
Au XVIIe siècle, le château et la seigneurie du Marteray appartiennent à la famille de Dortans. François de Dortans succède à son père Jean-Philibert en 1664,. Cette famille reste en possession jusqu'au début du XVIIIe siècle. En 1731, la famille de Gruel possède la seigneurie et construit le nouveau château.